# Verfassung von St. Helena, Ascension und Tristan da Cunha

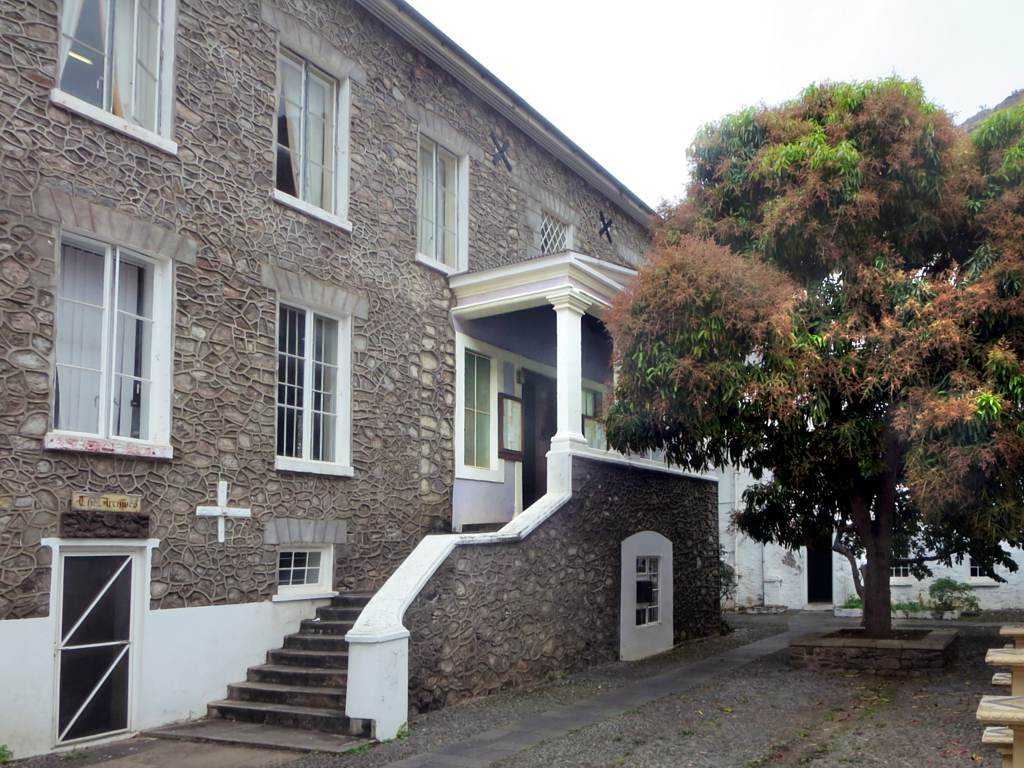
The Castle, Sitz der Legislative und Exekutive von St. Helena

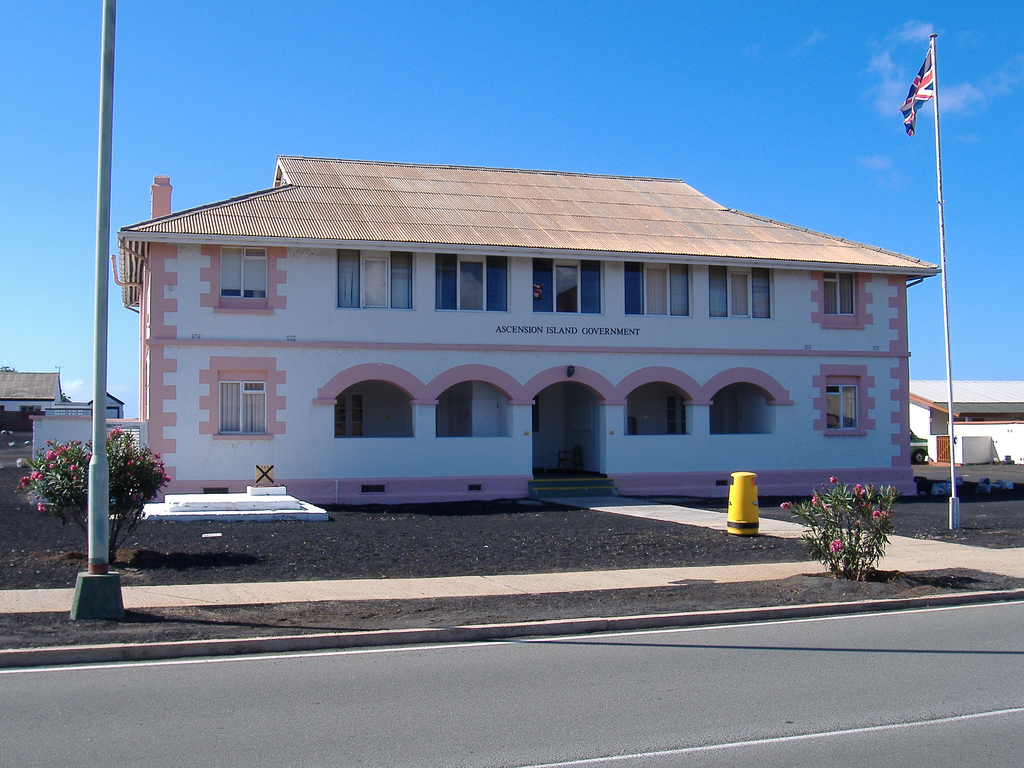
Regierungssitz auf Ascension

Die Verfassung von St. Helena, Ascension und Tristan da Cunha (englisch The Constitution of St Helena, Ascension and Tristan da Cunha) ist das oberste Gesetz des britischen Überseegebietes St. Helena, Ascension und Tristan da Cunha. Sie wurde am 1. September 2009 eingeführt, nachdem sie zuvor vom Kronrat des Vereinigten Königreichs verabschiedet wurde.
Größte Besonderheit der Verfassung von 2009 ist die Anhebung des Status von Ascension und Tristan da Cunha zu mit St. Helena gleichgestellten Gebieten. In der Verfassung wird durchgehend von einer Partnerschaft (englisch Partnership) zwischen den Teilgebieten und dem Mutterland sowie innerhalb der Teilgebiete gesprochen.

## Aufbau
Die Präambel der Verfassung erkennt die jeweiligen historischen Besonderheiten der Teilgebiete an, darunter den Status als Bischofssitz und den Stadtstatus von Jamestown auf St. Helena.
Die Verfassung gliedert sich in drei Kapitel, eines zu jedem Teilgebiet des Überseegebietes. Ein jedes Kapitel garantiert die Menschenrechte. St. Helena wird von einem Gouverneur, als Vertreter des Mutterlandes, geführt. Die Legislative geht vom Legislative Council aus. Ascension und Tristan da Cunha werden jeweils von einem entsandten Verwalter (Administrator) geführt und von Inselräten (Island Councils) verwaltet.